# 초롱아귀

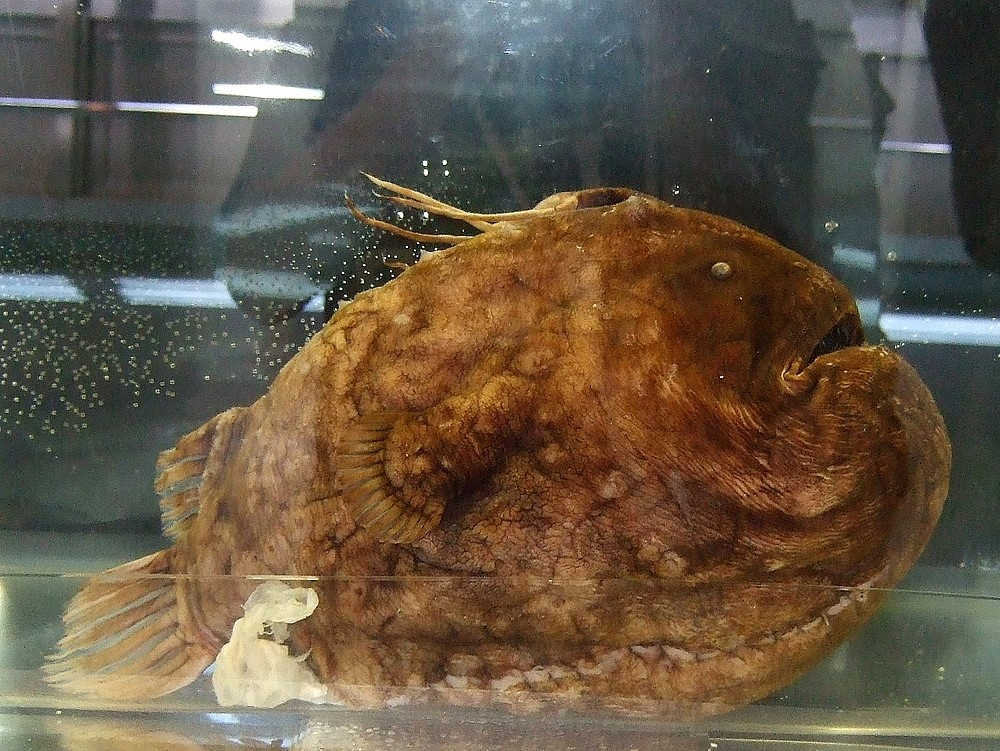

초롱아귀(Himantolophus groenlandicus)는 초롱아귀과에 속하는 육식어류이다. 수심 800m 이하의 심해에서 서식한다. 몸은 럭비공처럼 생겼고 뼈 돌기 튀어나와 있다. 머리의 촉수 끝에는 발광체가 있다. 불이 초롱같다고 해서 초롱아귀라고 붙였다. 빛을 보고 온 작은 물고기를 잡아먹는다. 암컷의 길이는 평균 60cm, 수컷의 길이가 평균 4cm이며 암컷이 수컷보다 더 크다. 일반적으로 수컷이 암컷에게 기생하는 아귀류와는 달리 초롱아귀는 수컷이 암컷에게 기생을 하지 않는다. 때문에 번식을 하기 위해 발광체가 달린 촉수로 수컷을 유인한다. 이름이 아귀가 들어가지만 보통 아귀와 매우 다르다. 아귀는 깊지 않은 수심에 서식하기 때문에 잠수하다 발견할 수 있지만 초롱아귀는 어두운 심해에서 서식하기 때문에 발견할 수 없다. 그리고 아귀는 사냥감이 풍부한 곳에서 살기 때문에 잘 먹어서 살이 올라 식용으로 쓰이지만 초롱아귀는 희귀한 물고기라 식용으로 쓰이는 일은 드문 편이다. 대신 심해 생태의 연구나 진화 연구 분야에서 귀중한 심해어이다.
1. ↑  초롱아귀가 식용으로 쓰이는 곳은 일본의 심해어 초밥집이다.